# 고상천
고상천(1978년 6월 10일 ~ )은 전 KBO 리그 야구 선수의 투수이다.

## 출신학교
- 1994년 ~ 1997년 : 대전고등학교
- 1997년 ~ 2001년 : 홍익대학교 (1997학번)